# منتخب فرنسا للكورفبال
منتخب فرنسا للكورفبال هو ممثل فرنسا الرسمي في المنافسات الدولية في كرة السلة الهولندية
.

## تشكيلة المنتخب

### قائمة اللاعبين
المشاركة في بطولة العالم لكرة القدم الشاطئية بالمغرب أغسطس 2022.
من 31 أكتوبر حتى 5 نوفمبر 2022، البطولة المؤهلة لبطولة العالم في مدينة أنطاليا التركية.
مجهز :
• كليمان شارير رقم 10
• ميلاني بورغود رقم 6
• نيكولا شاريري رقم 16
• كورالي ماسكليت رقم 5
• غيوم جودوريتشي رقم 4
• ماري بيرييه رقم 9
• كيفن جودوريتشي رقم 11
• جوانا جيورداني رقم 2
• ريمي بونارد رقم 13
• ليا موندون رقم 7
• رودي كوربون رقم 8
• مورغان بارمينتييه رقم 15
• بابتيست بيرنو رقم 14
• سيلين كالتاجيرون رقم 3